# Уходники
Ухо́дники, люди різних станів — селяни, міщани, бояри і навіть маґнати, які любили пригоди і ризик та ходили у 14—16 століттях на «уходи» в степ на полювання, рибальство, збирання меду. Уходники походили з суміжних зі степом Черкащини, Канівщини, Київщини, Брацлавщини, Полтавщини; йшли навесні на низ Дніпра, а взимку поверталися до своїх осель. З часом залишалися назавжди в степах, головним чином на Пониззі Дніпра, об'єднувалися в організовані ватаги, відбивали награбовану татарами худобу в Україні ті «ясир», перетворилися на окрему суспільну верству населення; і їх почали називати козаками.

## Походження
Небезпечне життя на прикордонних територіях, як уже зазначалося, унеможливлювало ведення повноцінної господарської діяльності. Ті можливості, що існували для цього в межах прикордонних поселень, не могли забезпечити пристойних умов життя її мешканцям. В умовах екстенсивного господарства люди поставали перед дилемою: існувати на межі виживання й у відносній безпеці чи намагатися підвищити свій добробут, але з певним ризиком навіть для власного життя. Багато хто обирав останнє. Так з'явилося уходництво — уходи на промисел у степи. Багато в чому цьому явищу сприяла непокора основної маси прикордонного населення офіційній владі.
Уходництво мало сезонний характер. Заглиблення у степи на промисли (бджолярство, рибальство, мисливство тощо) здійснювалося в теплі часи, після чого уходники поверталися до своїх домівок зі здобутими продуктами або здобиччю. Це багато в чому нагадує діяльність буканьєрів у Карибському морі початкового періоду з тією різницею, що ті змушені були одразу селитися на освоюваних ними землях, оскільки ті являли собою острови.
Широка воля і свобода у спільних відносинах, набагато менші утиски з боку влади приваблювали населення з більш залюднених та захищених українських земель. Тому уходництвом починали займатися й мешканці Волині, Київщини та інших територій. Поступово уходництво набуло такого масового характеру, що влада вдалася до регулювання відносин, пов'язаних з ним, надаючи дозволи на заняття подібною діяльністю не безкоштовно, а за частку у здобичі. Мед від уходників забирали до своїх корчем місцеві старости, те саме вони робили і з іншою промисловою продукцією.
Звичайно ж, займатися промислами на територіях, що перебували у сфері татарського впливу, було неабияк небезпечно. Тому без зброї у степу (і навіть у прикордонних землях Литви і Польщі) з'являтися було неможливо. У будь-який час могла відбутися сутичка з татарами. Так само небезпечним було і одноосібне уходництво. Для збереження безпеки і для потреб самого промислу уходники об'єднувалися в більші або менші ватаги. Отже, уходницька діяльність була колективним заняттям. Таким чином, ватаги уходників являли собою водночас і промислову компанію, і певну військову силу. «Про наявність чіткої організаційної структури цих стихійних воєнізованих угруповань не могло бути й мови. Однак незаперечним є те, що саме уходництво започаткувало формування перших воєнізованих угруповань степової людності» — відзначають В. Ф. Боєчко та А. Ю. Чабан.
Цікавим є ще один момент, важливий для того, щоб з'ясувати деякі принципи виникнення козацтва. Автори одного з підручників відзначають: «Хоч у Польсько-Литовської держави не було „своєї“ ні Америки, ні інших заморських територій, цю роль успішно виконували порубіжні степові землі, що починалися одразу ж південніше Києва…». Отже, уходництво було свого роду різновидом територіальної експансії на кшталт експансії західноєвропейських держав на Американському континенті та в Азії й Африці. Так само, як, наприклад, іспанські конкістадори у пошуках здобичі вирушали за океан, українські уходники нишпорили по татарських степах. Польща і Литва, як та сама Іспанія, бажали позбутися слабко контрольованого озброєного елементу, спрямувавши його енергію на зовнішню експансію, аби всередині країни було спокійніше.
Наявність в уходників озброєння зумовлювалася не лише потребами оборони. Ефективнішим засобом отримання здобичі були грабіжницькі напади. Насамперед вони були спрямовані на татарських степових кочівників. Спочатку це були дрібні сутички з татарами — напади на чабанів, у яких відбирали худобу, засідки з метою захоплення полонених та отримання за них викупу тощо. Це з кінця XV століття стало звичайним явищем у житті українського прикордонного суспільства. Але неправильно стверджувати, що наступальні дії проти татар були лише відповіддю на аналогічні їхні дії проти українського населення. Від розбійних нападів жителів українського порубіжжя діставалося усім, хто являв собою більш-менш цінну та вразливу здобич. Так, 1489 року «люди» київського воєводи Юрія Паца (треба вважати ними осіб, що проживали на підконтрольній цьому воєводі території) розгромили торговельний караван московських купців на дніпровському перевозі Тавані, а 1492 року там же було пограбовано навіть посла Московської держави, що прямував в Очаків. Отже, ці факти є свідченням того, що не напади на татар і помста їм за образи були самоціллю нападників, а саме отримання здобичі. Хоча, звичайно. Татари були основним об'єктом таких нападів, оскільки ними були заселені степи. Інші ставали жертвами лише тоді, коли з'являлися в невдалий час у невдалому місці. Зазвичай такі самі ватаги, створювані татарами, діяли аналогічно. Це не були повномасштабні акції з обох боків, а лише дрібні сутички, які були буденністю місцевого життя. Озброєні групи з обох боків об'єднувала спільна мета: отримання здобичі, засобів для існування, і діяли вони за принципом «захист-напад». Михайло Грушевський так характеризує те дрібну війну на порубіжжі: «Розвивався певного роду пограничний спорт: хто кого — татари наших, чи наші татар… Як для тих, так і для других се було так само питання честі, так сказати, як і зовсім реального заробітку…».

## Стародубщина й Чернігово-Сіверщина
У добу ВКЛ Стародубщина й Чернігово-Сіверщина стали особливо привабливими теренами для осадників (переселенців) із власне Литви й Білорусі — насамперед завдяки своїм природним ресурсам і рідкій залюдненості. Спочатку тут розвивалися переважно промисли (уходи), а пізніше — скотарство й хліборобство, головним знаряддям селянина було рало із залізним наконечником, а тягловою силою — коні. Відбувалися певні вдосконалення сільськогосподарської техніки — з'явилися вітряки й водяні млини, більші серпи, довші коси на саженному (двометровому) кіссі з промовистою назвою «литовки», а також литовські ціпи.

## Полтавщина
Після розорення краю, наприкінці XV - початку XVI століття Менглі-Гіреєм (1482 р.), значна частина Полтавщини перетворилася на пустелю. Таке спустошення краю підтверджує і ярлик цього ж хана, яків він у 1506 р. наліслав населенню південної Русі, у якому стверджував, що його предки пожалували велкихи князів Литовських з усіма руськими землями, і особливо південно-руськими. Якщо співставити перелічені в ярлику населені пункти і землі, можна зробити висновок що територія сучасної Полтавщини заселена була лише по річку Сулу. 
Уходи здавалися на рік місцевим чи прибулим промисловикам за гроші або за натуральну оплату.
Уходи належали до Канівського та Черскаських замків, у якіх під час нападу ворога люди знаходили захист, частина й жила там у зимовий період. Описи цих замків, зроблені в лютому - березні 1552 р. дають описи не тільки їх володінь, а у тому числі і уходів. В описах и не тільки перераховують назви уходів, а й дають характеристику господарства на них. Його основу складали рибальство та мисливство, уходники займалися виловом та переробкою риби, у т.ч. й осетра, використовуючи при цьому весняні розливи Дніпра: "приходят уходники весною на осетри а оставляют сети деревянные по Днерпу"
У літню пору основю уходництва, очевидно, ставало бортництво. Полюванням - ловами можна було займатись лише через три дні після першої пороші і до 26 жовтня, до Дмитрова дня. В інший період лови категорично заборонялись. Як суттєву прибуткову статтю джерела називають також боброві гони.
Більшіст уходів знаходились вздовж річок - Псла, Ворскли, Орелі, Сули, Говтви.

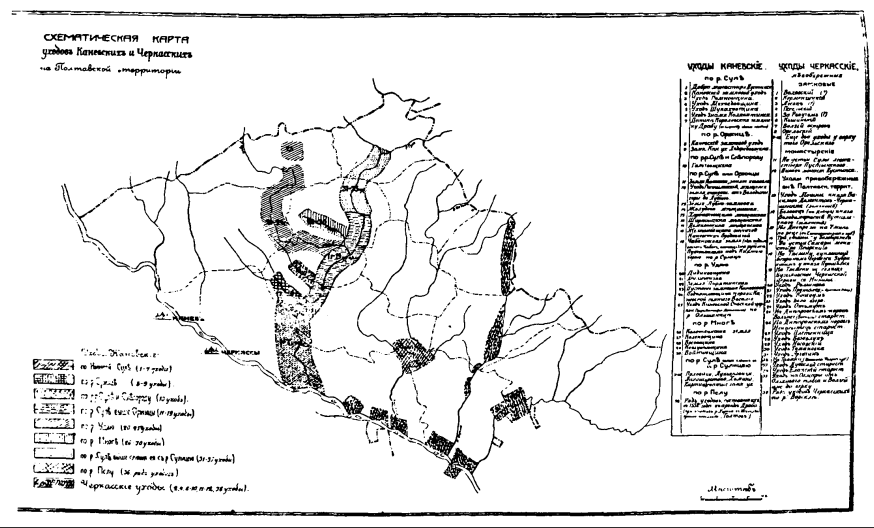

Уходи згідно люстрацій Київського та Черкаського замків 1552 р. поділяли на законодавчому рівні на 5 типів:
- уходи замкові, державна власність
- уходи церковні та монастирські - що були передані у властість шляхом пожертв церкві
- уходи земянскі - власність земян, привелігейованого стану часів Люблінської Унії
- уходи міщан та бояр
- уходи безвісті відсутніх власників

Уходами Полтавщини користувались прибулі промисловики з Київа, Каніва, Чорнобиля, Черкас, Мозиря, Бихова, Петрикова та інших західно-руських міст.
Про уходи Полтавщини писав в своїх працях Лев Падалка.
Поступово, з розвитком землеробства та наявності осілого населення на території уходів та зимівників, починаєтся перехід уходів до постійних поселень (наприклад в їх ролі виступають поселення такі як Переволочна, Кишенька та Келеберда на Дніпрі).